# Eesti Uisuliit
Эстонский союз конькобежцев (EUL) является ассоциацией конькобежцев Эстонии .
EUL координирует деятельность фигурного катания, конькобежного спорта и шорт-трека в Эстонии.
Президентом Эстонского союза конькобежцев со 2 мая 2018 года стала Майре Арм. До 2 мая 2018 года президентом союза был Эдгар Сависаар. Яна Куура - генеральный секретарь Союза конькобежцев. Помимо Президента и вице-президента союза Вадима Белобровцева членами правления Эстонского союза конькобежцев являются Март Маркус, Жанна Кулик, Лийна Оя, Елена Глебова и Эре Лусти.

## История
По состоянию на 2016 год в состав правления союза входили Николай Сальников, Айвар Кокк, Кристьян Ранд, Жанна Кулик и Лийна Оя.

## Внешние ссылки
- Эстонский сайт по фигурному катанию
- Информация на странице EOK (недоступная ссылка)
- http://www.sport.ee/eesti_uisuliit#juhatus